# Liste der Bodendenkmale in Seehausen (Altmark)
In der Liste der Bodendenkmale in Seehausen (Altmark) sind alle Bodendenkmale der Gemeinde Seehausen (Altmark) und ihrer Ortsteile aufgelistet. Grundlage ist die Auflistung von Johannes Schneider aus dem Jahr 1986. Die Baudenkmale sind in der Liste der Kulturdenkmale in Seehausen (Altmark) aufgeführt.
| Denkmal-ID | Fundart             | Ortsteil           | Bezeichnung                          | Zeitstellung | Lage                                 | Bemerkungen | Bild |
| ---------- | ------------------- | ------------------ | ------------------------------------ | ------------ | ------------------------------------ | ----------- | ---- |
| ?          | Befestigung > Burg  | Geestgottberg      | Abgetragener Burgwall                |              | ()                                   |             |      |
| ?          | Befestigung > Burg  | Schönberg am Deich | Burgwall „Schlossberg“               |              | Ostausgang des Orts ()               |             |      |
| ?          | Siedlung            | Schönberg am Deich | urgeschichtliche Siedlung            |              | ()                                   |             |      |
| ?          | Befestigung > Burg  | Seehausen          | Eingeebnete Burganlage „Schulenburg“ |              | Südlich der Altstadt ()              |             |      |
| ?          | Befestigung         | Seehausen          | Landwehr                             |              | Im Süden und Westen der Stadt (Lage) |             |      |
| ?          | Befestigung > Burg  | Seehausen          | Burgwall „Große Nachtweide“          |              | Südteil der Stadt ()                 |             |      |
| ?          | Grabmal > Grabhügel | Seehausen          | Hügelgräber „Schmelingskamp“         |              | Südlich der Stadt ()                 |             |      |